# Zdolbúniv
Zdolbúniv (en ucraniano Здолбу́нів) es una ciudad de Ucrania, perteneciente al raión de Rivne de la óblast de Rivne. Está situada a 11 kilómetros al sur de Rivne.
En 2020, la ciudad tenía una población de 24 806 habitantes. Desde 2020 es sede de un municipio con una población total de 31 764 habitantes, que incluye 13 pueblos como pedanías: Bohdáshiv, Hlynsk, Zahora, Ilpín, Kopytkove, Koshátiv, Maryánivka, Novomylsk, Novosilky, Oréstiv, Pidtsurkiv, Pyatyhory y Stepánivka.

## Historia
La ciudad es mencionada en 1497 en el acto en el cual el Gran duque de Lituania Alejandro I Jagellón le otorgó varios pueblos al príncipe Konstanty Ostrogski. Entre los pueblos citados en el tratado figuraba Dolbunov, que tomó el nombre de Zdolbúnov en 1629 y tiene el estatuto de ciudad desde 1939.
Hasta 2020 fue la capital del raión homónimo.
Zdolbúniv tiene hoy una importante estación de ferrocarril y una fábrica de cemento.